# Злочин у Двору на Уни
Злочин у Двору на Уни десио се 8. августа 1995. године, кад су непознати починиоци у маскирним униформама брутално убили 12 српских цивила у тамошњој основној школи. Готово сви страдали Срби били су хендикепирани.
Злочин се десио непосредно након хрватске војно-полицијске операције Олуја у којој је на сличан начин страдало око 2.000 српских цивила. Злочин се десио наочиглед данских војника који су у то време били у саставу мировних снага у Хрватској, под мандатом УН. Неки од њих сведочили су о томе пред Тужилаштвом Хашког трибунала исте 1995. године када је истрага поведена, али епилог тог процеса још није познат. По њиховим сведочењима дански војници су могли интервенисати, али им је командант Јерген Колд рекао да само посматрају.
Хрватска страна је за злочин оптужила српске снаге при повлачењу, док српска страна има доказе да су Двор на Уни већ 7. августа увече држали припадници хрватске војске, и да је овај, као и многе злочине у операцији Олуја, починила једна хрватска јединица приликом чишћења терена, не штедећи никога.
Дански војник УН Јан Велендорф је у јануару 2012. о масакру хендикепираних српских цивила дао исказ јавном тужиоцу Србије Владимиру Вукчевићу. Јан Велендорф је у свом исказу негирао наводе хрватских медија о томе да су масакр починили Срби, и изјавио да су војници УН гледали масакр који нису могли да зауставе јер су имали наређење да чекају.